# Ellen Palmer Allerton
Ellen Palmer Allerton (ur. 17 października 1835 w Centerville, zm. 31 sierpnia 1893 w Padonii) – poetka amerykańska.

## Życiorys
Urodziła się jako najmłodsze dziecko i jedyna córka z ośmiorga rodzeństwa. Jej rodzicami byli William Palmer i jego druga żona, wywodząca się z rodu holenderskich imigrantów Eleanor Knickerbocker. Jeszcze zanim nauczyła się pisać i czytać, umiała układać wiersze i recytować je z pamięci. Ukończyła szkołę średnią w Hamilton, która dała jej uprawnienia do wykonywania zawodu nauczycielki. W 1862 wyjechała do Wisconsin, gdzie poznała swojego przyszłego męża, Alpheusa Burtona Allertona, który był samotnym ojcem dwojga dzieci, syna i córki. Był on potomkiem Isaaca Allertona, jednego z pierwszych angielskich osadników, pasażerów statku „Mayflower”. Autorka mieszkała z mężem przez siedemnaście lat na farmie położonej w zachodniej części Rock River Valley, co znalazło odbicie w jej twórczości poetyckiej. W 1879 roku małżonkowie wybrali się do Kansas, by założyć nowe gospodarstwo na dziewiczym dotychczas terenie, które po latach pracy zmieniło się w piękną i bogatą posiadłość. Ellen Palmer Allerton zmarła ostatniego dnia sierpnia 1893 roku i została pochowana na małym cmentarzu w miejscowości Hamlin.

## Twórczość
Ellen Palmer Allerton wydała trzy tomiki: Annabel and Other Poems (1885), Walls of Corn and Other Poems (1894) i Poems of the Prairie. Jej najbardziej znanymi utworami są ułożony parzyście rymowanym dystychem Walls of Corn, napisany sekstyną ababcc My Ambition i zbudowany z monorymowych tercetów Beautiful Things. Za credo poetki można uznać pierwszą zwrotkę wiersza My Ambition, w której podkreśla, że pragnie żyć zwykłym życiem większości ludzi, zachowując przy tym wrażliwe serce. Najdłuższym dziełem autorki jest cykl Annabel. The Poem of the Heart, liczący pięćdziesiąt pięć części.